# Václav Voračický z Paběnic
Václav Voračický z Paběnic (německy Wenzel Woracziczky von Babienitz, † po roce 1579) byl český šlechtic z rodu Voračických z Paběnic.

## Život
Byl ženat s Voršilou z Radkovic, s níž měl syny Jana († 1622), Kryštofa a Viléma († 1622) 
Václav Voračický sídlil v Blanici, v roce 1539 koupil několik menších panství včetně Skrýšova a Noskova. V roce 1557 od svých synovců, synů jeho bratra Mikuláše, Viléma staršího, Jindřich a Václava mladšího (oba po r. 1560) dostal panství Polánku. V letech 1562-1571 vlastnil také Křtěnovice.
Jeho synové byli roku 1622 odsouzeni. Kryštof musel odevzdat panství se Starou Vožicí, zděděnou po bratrech a jeho dcera Markéta poté žila v bídě.